# Worochta (obwód lwowski)
Worochta (ukr. Ворохта) – dawna wieś, obecnie na terenie Ukrainy, rejonu czerwonogrodzkiego obwodu lwowskiego. Leżała na północny zachód od Bełza i tuż na południowy wschód od Machnówka, nad Rzeczycą. Na północy graniczyła z Budyninem, na wschodzie z Tuszkowem i na południowym zachodzie ze Stajami. Obecnie w miejscu tym przebiega granica państwowa.
W II Rzeczypospolitej do 1934 samodzielna gmina jednostkowa. Następnie należała do zbiorowej wiejskiej gminy Bełz w powiecie sokalskim w woj. lwowskim. 
6 kwietnia 1944 r. w Wielki Czwartek, wieś została napadnięta przez nacjonalistów ukraińskich. Zamordowano ponad 30 Polaków. Łącznie w 1944 r. członkowie OUN - UPA zabili tutaj 46 Polaków. W 1994 roku rodzinom pomordowanych udało się postawić tam drewniane krzyże.
Po wojnie wieś weszła w skład powiatu hrubieszowskigo w woj. lubelskim. W 1951 roku położenie wsi w pasie granicznym sprawiło, że została ona wraz z większą częścią gminy Bełz (którą równocześnie przekształcono w gminę Chłopiatyn) przyłączona do Związku Radzieckiego w ramach umowy o zamianie granic z 1951 roku.  Znalazła się w pasie granicznym i została zlikwidowana, a mieszkańców przesiedlono na ziemie zachodnie i północne. Niewielki skrawek Worochty znalazł się po stronie polskiej.